# Teoloyucan
Teoloyucan è un comune del Messico, situato nello stato di Messico.

## Origine del nome

Parrocchia di San Antonio da Padova Teoloyucan

La parola Teoloyucan è un'alterazione di Tehuilloyocan che deriva dalle parole nahuatl Tehuilotl: cristallo o cristallo di rocca; yotl: pienezza o pieno e can: luogo. Teoloyucan significa: “Luogo pieno di vetro" o più probabilmente, "Luogo di cristallo di rocca”.

## Storia

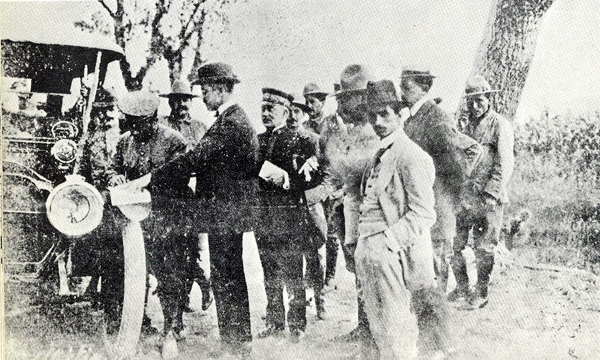
Foto storica della firma dei Trattati di Teoloyucan

La fondazione di Teoloyucan come comune si trova nel decreto del Congresso n. 36 del 9 febbraio 1825. La prova di ciò si trova nella Memoria del governo di Don Melchor Muzquiz, primo governatore dello Stato del Messico, pubblicata nel 1826. I primi insediamenti esistevano già nell'anno 8 Acatl, (1436 d.C.), data in cui, secondo il Codice di Cuauhtitlán, la demarcazione delle terre di Tenochtitlán e Tlatelolco facevano parte di Cuautitlán. Teoloyucan nel 1854 aveva già un giudice di pace. Contava 4.562 abitanti. Parlavano spagnolo e otomì. Si producevano mais, grano, orzo, fagioli ed erbe. A Teolyucan passa il gran canale di drenaggio per la Valle del Messico, costruito a partire dal 1607, dall'ingegnere Enrico Martínez, il progetto inizialmente attirò l'attenzione di importanti ingegneri, artisti e personaggi politici tra cui lo stesso viceré Luis de Velasco II. Tutt'ora funzionante, ma ridotto ad una ripugnante fogna a cielo aperto, il progetto completo richiese circa 200 anni per essere completato. Durante la rivoluzione messicana, i generali costituzionalisti, guidati da Álvaro Obregón, capo del corpo d'armata del nord-ovest, stabilirono il loro quartier generale a Teoloyucan. Alla fine della Rivoluzione messicana, il 13 agosto 1914 furono firmati gli Atti e i Trattati di resa di Città del Messico e lo scioglimento dell'esercito federale, meglio noti come Trattati di Teoloyucan; segnando con questo fatto la presa di Città del Messico e la fine della Rivoluzione messicana.

## Clima
Il clima predominante a Teoloyucan è temperato subumido, con piogge in estate (maggio-ottobre). Durante i mesi invernali (novembre-febbraio), la temperatura può scendere a 5°C di media, nelle ore notturne. Ha una temperatura media annua di 15°C e una precipitazione media annua di 613,1 mm.
| Mesi          | Gen. | Feb. | Mar. | Apr. | Mag. | Giu. | Lug. | Ago. | Set. | Ott. | Nov. | Dic. |
| ------------- | ---- | ---- | ---- | ---- | ---- | ---- | ---- | ---- | ---- | ---- | ---- | ---- |
| Temp. max °C  | 24   | 29   | 34   | 38   | 37   | 34   | 28   | 29   | 26   | 27   | 26   | 24   |
| Temp. min. °C | -1   | 8    | 9    | 12   | 12   | 11   | 7    | 9    | 7    | 9    | 8    | 1    |
| Piogge mm.    | 8    | 26   | 20   | 32   | 64   | 163  | 170  | 163  | 149  | 73   | 20   | 13   |

## Amministrazione
Come nella maggior parte dei comuni del Messico, il sindaco e la giunta comunale vengono eletti ogni tre anni. La giunta comunale è così composta: un Presidente Municipal (sindaco), un fiduciario, 7 assessori, 2 segretari, un tesoriere, 16 dirigenti su altri incarichi, (il qui numero può variare a seconda del governo in carica).
| Nome                              | Partito                              | Periodo   |
| --------------------------------- | ------------------------------------ | --------- |
| Antonio López Gutiérrez           | Partido de la Revolución Democrática | 1993-1996 |
| Guillermo Ramírez Serrano         | Partido de la Revolución Democrática | 1996-2000 |
| Roberto Liceaga García            | Partido Acción Nacional              | 2000-2003 |
| Juan Carlos Uribe Padilla         | Partido Acción Nacional              | 2003-2006 |
| Tito Saúl Meléndez Camarillo      | Partido Acción Nacional              | 2007-2009 |
| Gerardo Francisco Liceaga Arteaga | Partido Revolucionario Institucional | 2010-2012 |
| Juan Salvador Montoya Moya        | Partido Revolucionario Institucional | 2013-2015 |
| Víctor Hugo Rojas Guzmán          | Partido Revolucionario Institucional | 2016-2018 |
| Gabriela Contreras Villegas       | Movimiento Regeneración Nacional     | 2019-2021 |
| Juan Carlos Uribe Padilla         | Partido Acción Nacional              | 2022-2024 |
| Luis Domingo Zenteno Santaella    | Movimiento Regeneración Nacional     | 2024-2027 |

La città è suddivisa in 22 "colonias" o quartieri, secondo il censimento della popolazione e delle abitazioni del 2010, effettuato dall'INEGI, il comune conta una popolazione di 63.115 abitanti, di cui la stragrande maggioranza vive nell'omonima sede comunale. Oltre alla sede comunale, di importanza vi è il quartiere di Santa María Caliacac, una grande zona industriale, dove si trovano le principali grandi industrie del comune.

Palazzo Municipale di Teoloyucan

Plaza Cívica Tratados de Teoloyucan

Monumento a Benito Juárez

| Località          | Coordinate            | Popolazione |
| Teoloyucan Centro | 19°44′39″N 99°10′52″O | 54.202      |
| San Bartolo       | 19°43′46″N 99°09′33″O | 6.255       |
| Santa Cruz        | 19°46′00″N 99°13′43″O | 6.109       |
| San Sebastián T.  | 19°45′00″N 99°13′01″O | 3.297       |

## Monumenti storici

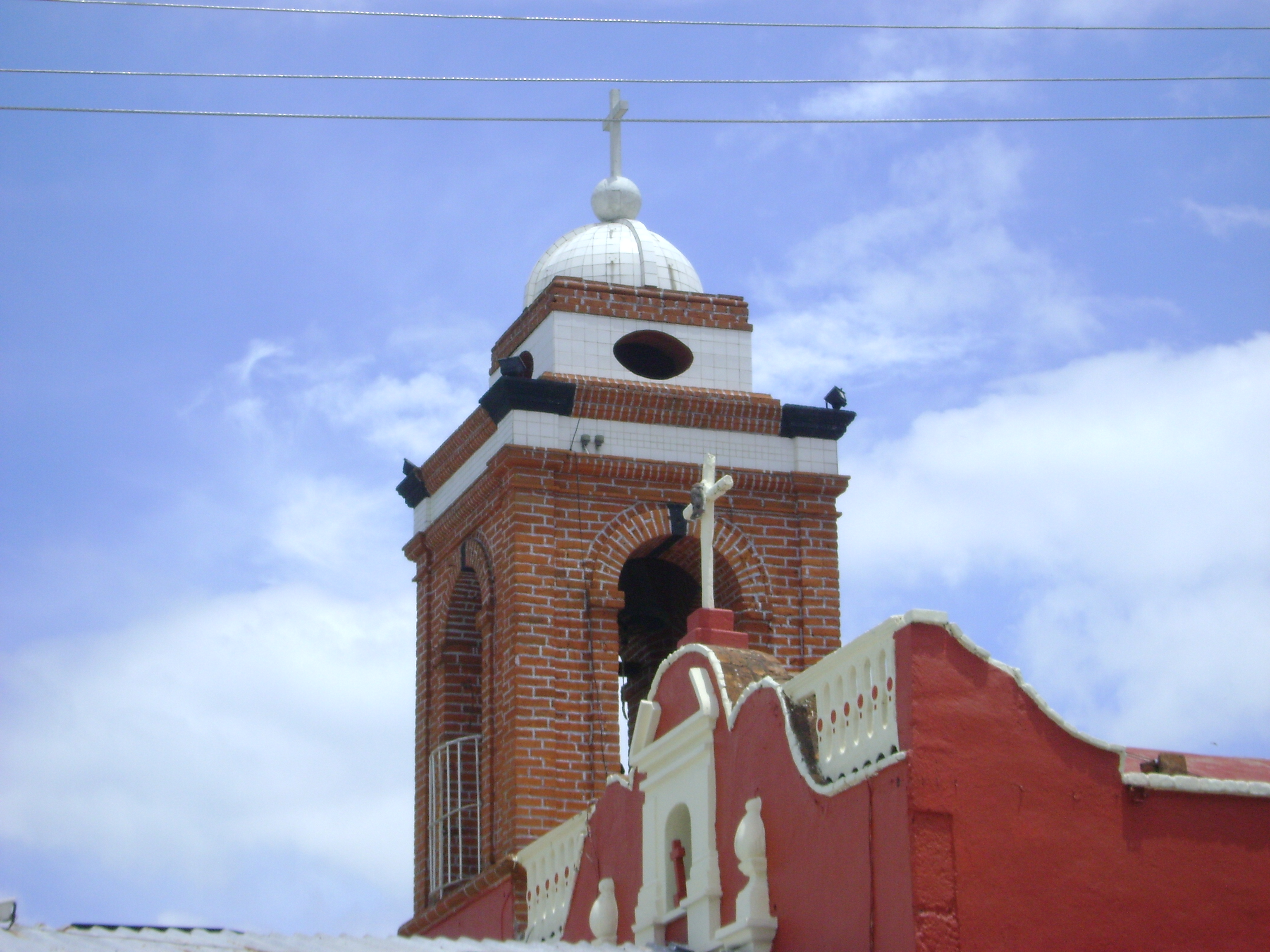
Capilla de Santiago Apóstol

Purtroppo la mala amministrazione dei precedenti governi e la corruzione a tutti i livelli governativi, a fatto si che negli ultimi 50 anni, quasi tutti gli edifici storici dell'epoca coloniale spagnola, siano stati demoliti in favore di brutte case in cemento e mattoni grigi, senza nessuno stile architettonico, non vi sono zone pedonali e tutte le strade sono intasate di traffico senza un minimo di ordine, i pochi edifici che si sono salvati sono solo nel centro:
La Parrocchia di San Antonio da Padova, gioiello architettonico di epoca coloniale del XVII secolo situato nel centro del comune, con una facciata riccamente decorata e due campanili ai lati della stessa.
La cappella di Santiago Apóstol, con architettura di epoca coloniale del XVII secolo situata nel quartiere di Santiago, a est del comune.
Il Giardino del Bicentenario, nel centro del municipio, possiede un chiosco, una torre in omaggio agli eroi dell'indipendenza, un monumento in onore di Benito Juárez, l'Orologio Floreale bifacciale. L'attrazione principale è la sua fontana danzante, unica nello Stato del Messico, (attualmente fuori uso), il giardino è stato ristrutturato nel 2010 in commemorazione del bicentenario dell'indipendenza del Messico.
La Plaza Cívica Tratados de Teoloyucan, è una piazza con un portico su di un lato, un monumento in onore ai 100 anni dell'esercito Messicano, e un Monumento ad Álvaro Obregón.
Ayuntamiento de Teoloyucan, sull'altro lato del Giardino del Bicentenario, è il Palazzo Municipale di Teoloyucan, ha un portico sulla facciata.

## Cultura
Festività locali:
- 3 maggio in onore del Signore del Perdono, patrono del quartiere di Santa Cruz.
- 13 giugno in onore di Sant'Antonio da Padova, patrono del comune.
- 24 giugno quella di San Juan Bautista nel quartiere che porta lo stesso nome.
- 13 agosto si commemora il giorno dei Trattati di Teoloyucan con una cerimonia sulla piazza che porta quel nome.
- A date variabili, la Settimana Santa in cui avviene la rappresentazione dal vivo della Passione di Gesù Cristo.
- A dicembre, le feste Natalizie si celebrano con una sfilata in cui viene acceso l'albero posto nel Giardino del Bicentenario.
- Sempre a dicembre viene effettuato un mercatino di Natale o "Bazar Navideño", nella piazza Tratados de Teoloyucan. Il 23 dicembre 2024 il Bazar Navideño è stato distrutto da un incendio comportando gravi perdite totali per i 206 espositori locali.[6]

Observatorio Geomagnético de Teoloyucan:
L'Osservatorio geomagnetico di Teoloyucan opera dal 1914, osservando continuamente il comportamento vettoriale del campo geomagnetico. Attualmente opera con strumenti all'avanguardia, come varigrafi fluxgate a 3 componenti, magnetometri Overhauser a intensità totale e magnetometri a declinazione e inclinazione magnetica. Fa inoltre parte della rete globale di osservatori magnetici e del progetto internazionale INTERMAGNET, che integra e riporta i dati di 102 osservatori nel mondo in tempo reale o quasi, con elevati standard di qualità. È parte del Servizio Magnetico dell'Istituto di Geofisica e il parametro di riferimento assoluto per molte ricerche legate al campo geomagnetico e alle esplorazioni geofisiche nel Messico, nonché ad altre discipline simili.

Treno merci transita a Teoloyucan

## Trasporti
Le strade del comune di Teoloyucan sono in pessime condizioni di manutenzione, non esistono semafori, ne un terminal degli autobus e sono congestionate dal traffico. 
L'autostrada 57D, México-Querétaro, (a pedaggio), passa di fianco al comune. 
La federale 6, collega Huehuetoca con Tepotzotlán, passando per il centro di Teoloyucan, (gratuita), la carretera Teoloyucan-Jaltenco, collega le rispettive località, (gratuita). Numerose linee di minibus chiamate "Combis", percorrono queste strade, passano per il comune e collegano tutti i quartieri e le località limitrofe. 
Alla fermata sotto il ponte dell'autostrada México-Querétaro, (piuttosto lontana dal centro), fermano autobus con destinazioni a Città del Messico, (a sud), Tepeji del Rio, Tula, Jilotepec, Aculco, San Juan del Rio, Queretaro, (dove è possibile prendere coincidenze per altre località, quali Monterrey, Guadalajara e Ciudad Juarez), Celaya e Leon (a nord).
Treno, esiste una stazione ferroviaria, ma dopo la privatizzazione delle ferrovie nel 1999, non esiste più nessun servizio passeggeri ne merci, esiste un progetto per creare una nuova stazione nel comune dall'espansione del Sistema 1 della Ferrovia Suburbana della Valle del Messico proveniente da Huehuetoca e Città del Messico Buenavista, ma dal 2009 è ancora in fase di stallo.